# Gabriel Antonio Pereira
Gabriel Antonio José Pereira Villagrán, més conegut com a Gabriel Antonio Pereira (Montevideo, llavors Banda Oriental, avui Uruguai, 17 de març de 1794 - ídem, 14 d'abril de 1861), fou un polític uruguaià, President de la República (interí) el 1838 i 6è President constitucional entre 1856 i 1860.
Fill del ric hisendat gallec Antonio Pereira, i de María de la Asunción Villagrán, germana de Rafaela Rosalía, esposa el 1805 de José Gervasio Artigas. Era, per tant, nebot polític del cabdill i pròcer nacional.
El 1811 es va adherir a les files patriotes, exercint diversos càrrecs militars com, per exemple, Ajudant Gran d'Artigas en el segon lloc de Montevideo, Capità del cos de Cívics i Capità del cos de Libertos Orientales.
Integrant del grup paramaçònic Caballeros Orientales (Cavallers Orientals) i, per tant, oposat a la incorporació a Portugal, el 1822 va ser Regidor i Alcalde Provincial de l'Ajuntament de Montevideo, i partidari del moviment "argentinizante" de 1822-23. Va ser enviat a Buenos Aires per concitar el suport del govern veí, sense aconseguir-ho.
Va formar part del govern provisori creat per l'aixecament de 1825 i és un dels signants de la Declaratòria de la Independència, el 25 d'agost d'aquell any. Va ser integrant de l'Assemblea Constituent i Legislativa entre 1828 i 1829.
Va ser senador el 1830, Ministre d'Hisenda des de 1831 fins a l'any 1832, i novament senador de 1833 a 1839. Va ocupar el Poder Executiu - de forma interina - després de la renúncia de Manuel Oribe, del 24 d'octubre a l'1 de novembre de 1838. Més tard va ser integrant de l'Assemblea de Notables el 1846 i Ministre de Govern el 1847.
Va ser elegit com a 6è President constitucional l'1 de març de 1856 i va complir la totalitat del seu període, fins i tot l'1 de març de 1860. A l'any següent va ocupar novament una banca de senador, morint poc després.
Les seves activitats en la maçoneria es van iniciar, pel que sembla, en la dècada de 1820, ocupant importants càrrecs dins d'aquella fins a la seva mort.